# Mot Tavrü
Mot Tavrü är en bergstopp i Schweiz.   Den ligger i regionen Engiadina Bassa/Val Müstair och kantonen Graubünden, i den östra delen av landet, 220 km öster om huvudstaden Bern. Toppen på Mot Tavrü är 2 420 meter över havet, eller 121 meter över den omgivande terrängen. Bredden vid basen är 1,3 km.
Terrängen runt Mot Tavrü är bergig åt nordväst, men åt sydost är den kuperad. Runt Mot Tavrü är det glesbefolkat, med 10 invånare per kvadratkilometer.. Närmaste större samhälle är Scuol, 9,8 km norr om Mot Tavrü. 
Trakten runt Mot Tavrü består i huvudsak av gräsmarker.